# Savignano sul Panaro
Savignano sul Panaro là một đô thị ở tỉnh Modena thuộc vùng Emilia-Romagna, có vị trí cách khoảng 25 km về phía tây của Bologna và khoảng 20 km southvề phía đông của Modena. Tại thời điểm ngày 31 tháng 12 năm 2004, đô thị này có dân số 8.746 người và diện tích 25,4 km².
Đô thị Savignano sul Panaro có các frazioni (đơn đơn vị cấp dưới, chủ yếu là các làng) Mulino, Formica, Garofano, và Magazzeno.
Savignano sul Panaro giáp các đô thị: Bazzano, Castello di Serravalle, Guiglia, Marano sul Panaro, Monteveglio, San Cesario sul Panaro, Spilamberto, Vignola.